# Batalla de Uarga
La batalla de Uarga, también conocida como el Annual Francés, fue un enfrentamiento armado de la guerra del Rif sucedido entre el 13 de abril y el 20 de julio de 1925 entre los ejércitos de la República del Rif y Francia. Los rifeños eran capitaneados por Mhamed Abd el-Krim, hermano del líder rifeño Abd el-Krim, mientras que las tropas coloniales francesas eran mandadas por el mariscal Louis Hubert Lyautey. La derrota de estos últimos en el Norte de África actuó como un casus belli por el que Francia acabó apoyando a España diplomática y militarmente en la guerra del Rif. A diferencia de las tropas españolas en la batalla de Annual, la retirada francesa se realizó en buen orden, sin resultados tan catastróficos.

## Antecedentes

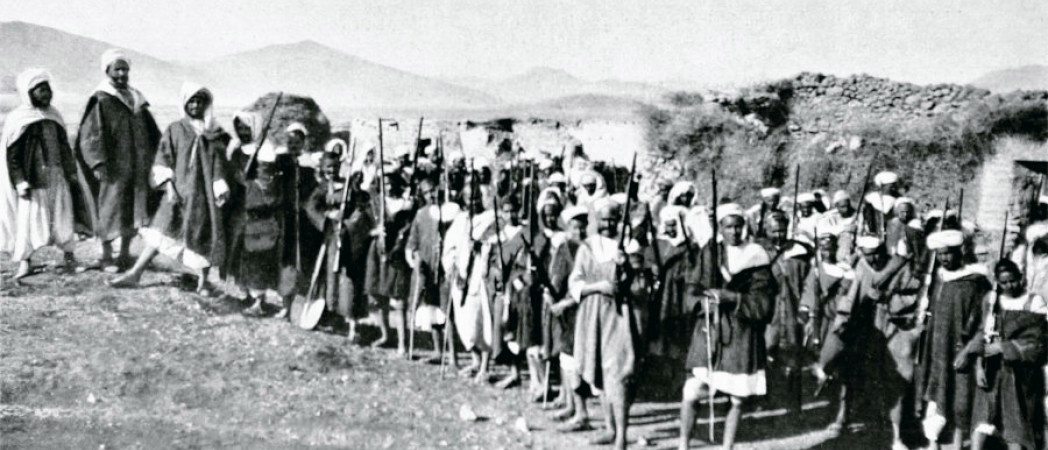
Combatientes rifeños en 1922.

En 1921 tuvo lugar una ofensiva por parte del ejército español, al mando del general Manuel Fernández Silvestre, con el objetivo de tomar el área de Alhucemas en el Rif. Sin embargo, el dirigente rifeño Abd el-Krim se sublevó contra la ocupación colonial y derrotó a los españoles, ocasionándo el desastre de Annual y provocando la retirada dal ejército español hacia Melilla . 
La estrategia militar de Mhamed Abd el-Krim sorprendió a los franceses en abril de 1925, ocasionándoles una derrota similar a la que sufrieron los españoles cuatro años antes en Annual. La derrota empujó a los franceses a apoyar el desembarco español en Alhucemas de septiembre de ese mismo año, lo que supuso el comienzo del fin del caudillo rifeño.

## Combates

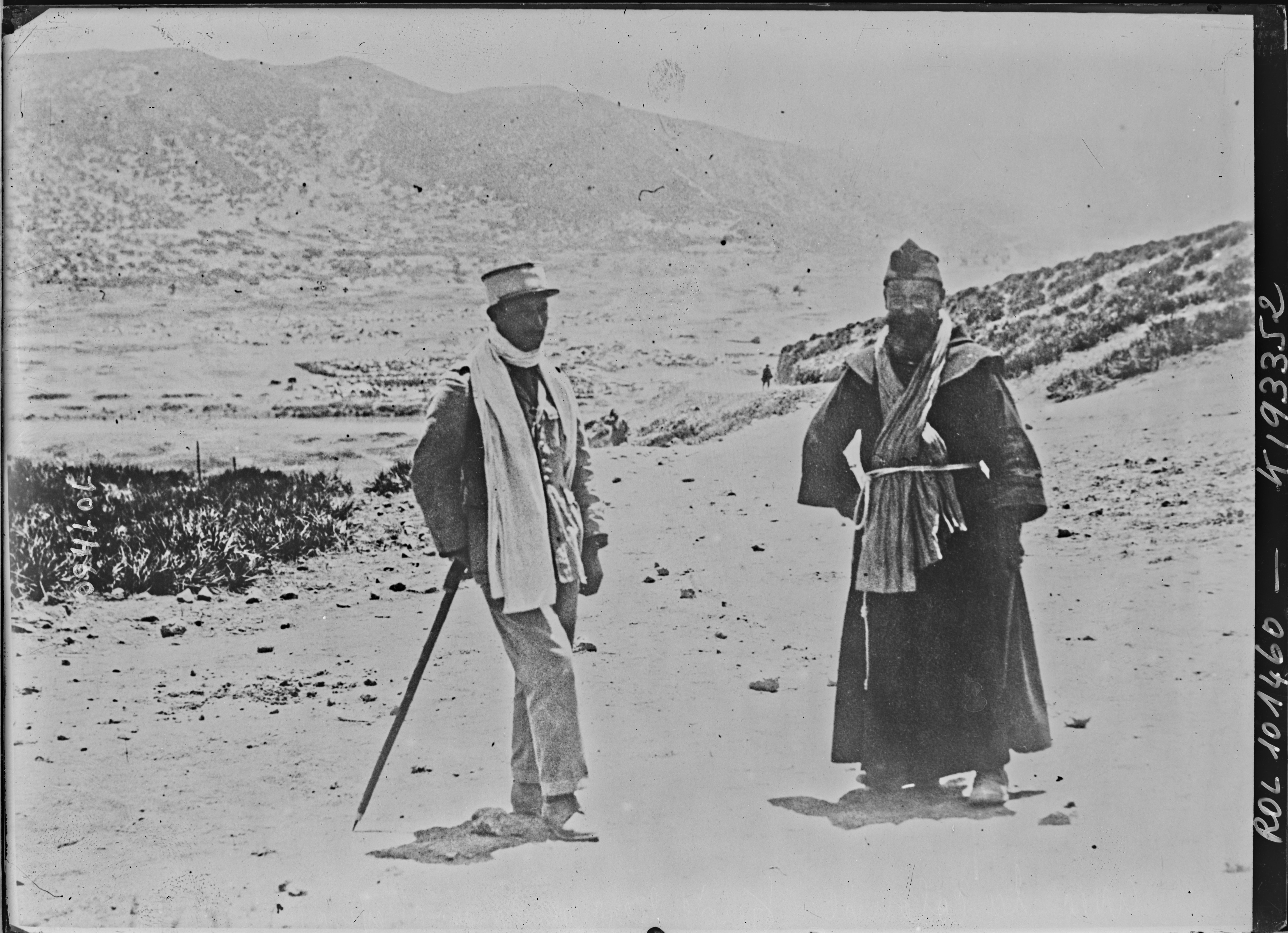
Dos oficiales de la columna Freydenberg, una de las columnas móviles francesas, en junio de 1925 durante los combates.

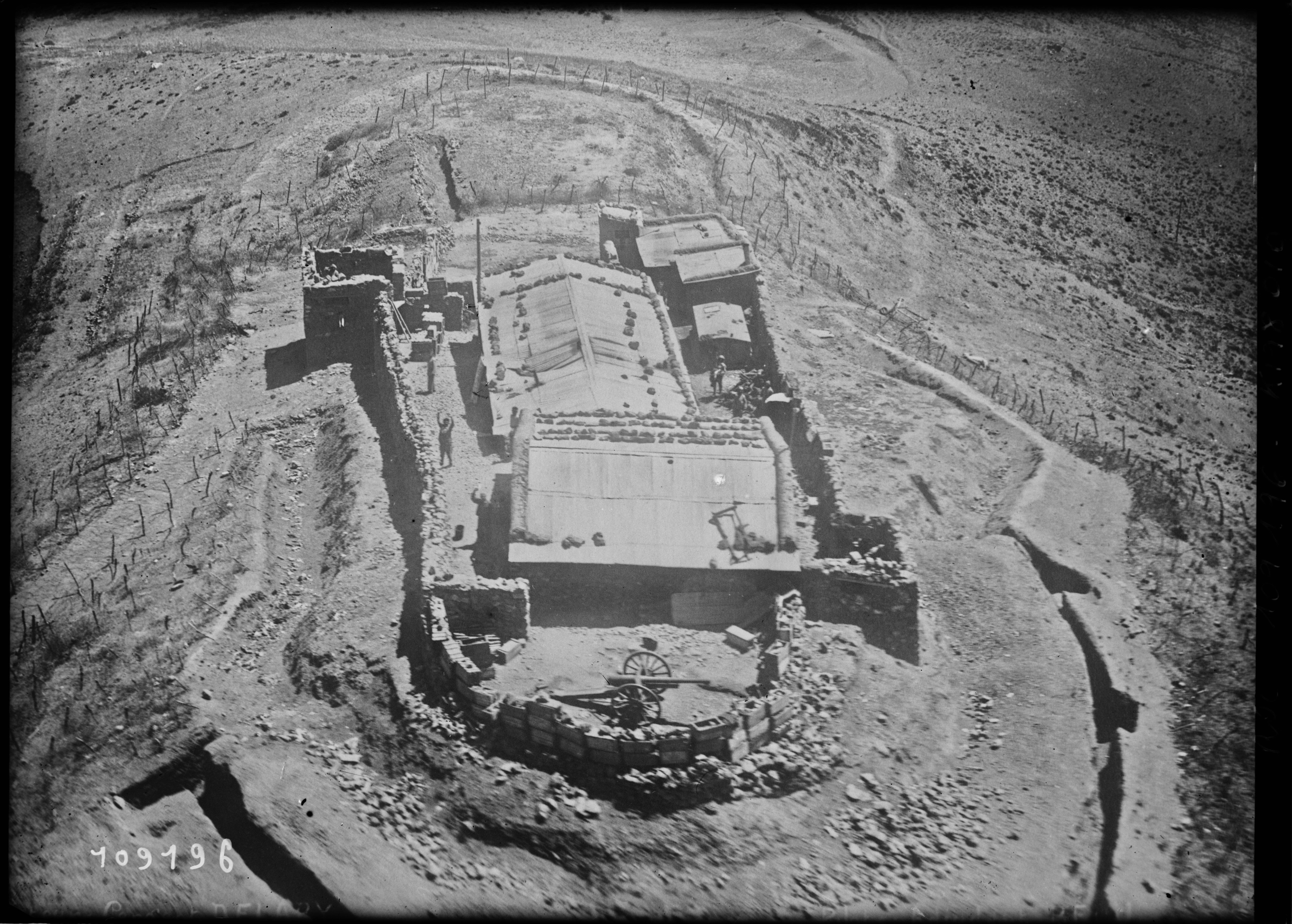
Fuerte francés en Uarga, en 1926.

El 13 de abril de 1925 una fuerza estimada de 8000 hombres al mando de Abd el-Krim atacaron la línea del Uarga para cortar las comunicaciones de la zona francesa del protectorado marroquí con Argelia. Atacaron la cábila de Beni Zeruel, cuyo territorio era mucho menos abrupto que el de Annual, e hicieron tambalear la línea defensiva que había construido el mariscal Lyautey. En el mes de junio llegaron a amenazar muy seriamente las ciudades de Taza y Fez, lo que obligó a los franceses a evacuar a la población civil de la primera sobre la segunda para evitar una masacre. 
El ejército francés del mariscal Lyautey disponía de 20 000 soldados con su material al completo y armamento moderno. Estaba apoyado por cinco escuadrillas de aviones y su mando no estaba sometido a ningún tipo de presión política ni de la opinión pública (los intereses coloniales franceses eran muy grandes). A pesar de ello, el 20 de julio, las bajas francesas eran de unos 2000 muertos o desaparecidos y unos 3710 heridos, lo que representaba el 20 % del total de las fuerzas francesas desplegadas en la zona. En dos meses y medio cayeron 48 posiciones de un total de 66 que había en la zona. Los rifeños se apoderaron de 51 cañones, 35 morteros, 5000 fusiles, más de 200 ametralladoras, 7 000 000 de cartuchos, 60 000 granadas de mano, 10 000 granadas de mortero, 16 000 proyectiles de cañón y destruyeron todos los aparatos que había en el aeródromo de Ain Meduina.

## Consecuencias
Las tropas rifeñas llegaron a situarse a tan solo 30 km de Fez. Al final del verano, los franceses reconocieron el fracaso de sus tácticas y retrocedieron al sur de Ouergha. Sin embargo, evitan cualquier aniquilación de sus grandes unidades.
Ante el fracaso de su estrategia, el general Lyautey tuvo que dejar el mando de las operaciones al general Pétain. Los franceses reaccionaron enérgicamente y no solo atacaron con brío a Abd el-Krim, sino que apoyaron el decisivo desembarco de Alhucemas, ocurrido en septiembre de ese mismo año de 1925. 
En definitiva, el ataque a los franceses supuso el comienzo del fin para Abd el-Krim.